# David Cicilline

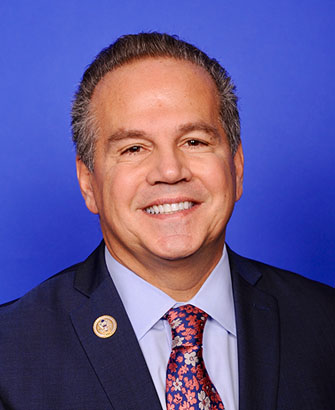
David Cicilline (2019)

David Nicola Cicilline (* 15. Juli 1961 in Providence, Rhode Island) ist ein US-amerikanischer Politiker der Demokratischen Partei. Von Januar 2011 bis zum 1. Juni 2023 vertrat er den ersten Distrikt des Bundesstaats Rhode Island im US-Repräsentantenhaus.

## Leben
Cicilline besuchte bis 1979 die Narragansett High School in Narragansett (Rhode Island). Danach studierte er Politikwissenschaften an der Brown University in Providence und graduierte dort 1983 mit einem Bachelor of Arts mit magna cum laude. Danach ging er an die Georgetown University, wo er einen Juris Doctor (J.D.) in Rechtswissenschaften erwarb. Cicilline war bis 1995 als Rechtsanwalt tätig.
Privat lebt er in Providence.

## Politik
1992 kandidierte er noch erfolglos für den Senat von Rhode Island. Im Januar 1995 wurde er Abgeordneter im Repräsentantenhaus von Rhode Island und blieb dort bis 2003. Während dieser Zeit hatte er sein Coming-out als schwuler Politiker.
Im November 2002 wurde er als Nachfolger von Vincent Cianci mit 84 Prozent der Stimmen zum Bürgermeister von Providence gewählt; 2006 wurde er im Amt bestätigt. Ab 2008 war er Präsident der National Conference of Democratic Mayors, der Vereinigung demokratischer Bürgermeister in den Vereinigten Staaten.
Am 2. November 2010 gelang Cicilline der Einzug als Abgeordneter ins Repräsentantenhaus der Vereinigten Staaten, wo er im Januar 2011 die Nachfolge von Patrick J. Kennedy für den ersten Kongresswahlbezirk von Rhode Island antrat. Er konnte sich mit 50,6 % gegen John J. Loughlin II  von der Republikanischen Partei sowie die beiden unabhängigen Kenneth A. Capalbo und Gregory Raposa durchsetzen. Er wurde am 3. Januar 2011 erstmals dort vereidigt. 2012 konnte er seinen Sitz mit 53 % verteidigen. Im Jahr 2014 gewann er mit rund 60 %. Die Wahl 2016 mit 64,5 % noch deutlicher gewinnen. 2018 setzte er sich mit rund 67 % der Stimmen durch. Die Wahl 2020 gewann er mit 70,8 % wiederum deutlicher, dieses Mal sogar ohne republikanischen Gegner.
2021 übernahm er die Rolle des Impeachment Managers beim zweiten Amtsenthebungsverfahren gegen Donald Trump.
Die Primary (Vorwahl) seiner Partei für die Wahlen 2022 am 13. September 2022 konnte er ohne Gegenkandidaten gewinnen. Er trat damit am 8. November 2022 gegen Allen Waters von der Republikanischen Partei an. Er konnte die Wahl mit 63,8 % der Stimmen für sich entscheiden und war dadurch auch im Repräsentantenhaus des 118. Kongresses vertreten. Sein Mandat legte er zum 1. Juni 2023 vorzeitig nieder, um die Leitung der Rhode Island Foundation zu übernehmen.

### Ausschüsse
Cicilline war Mitglied in folgenden Ausschüssen des Repräsentantenhauses:
- Committee on Foreign Affairs
  - Africa, Global Health, and Global Human Rights
  - Europe, Energy, the Environment, and Cyber
  - Middle East, North Africa, and Global Counterterrorism
- Committee on the Judiciary
  - Antitrust, Commercial, and Administrative Law (Vorsitz)
  - Crime, Terrorism and Homeland Security

Zuvor war er auch Mitglied im Committee on Small Business. Außerdem ist er Mitglied in vier Caucuses.